# Tanzimat
 (mai 2020).

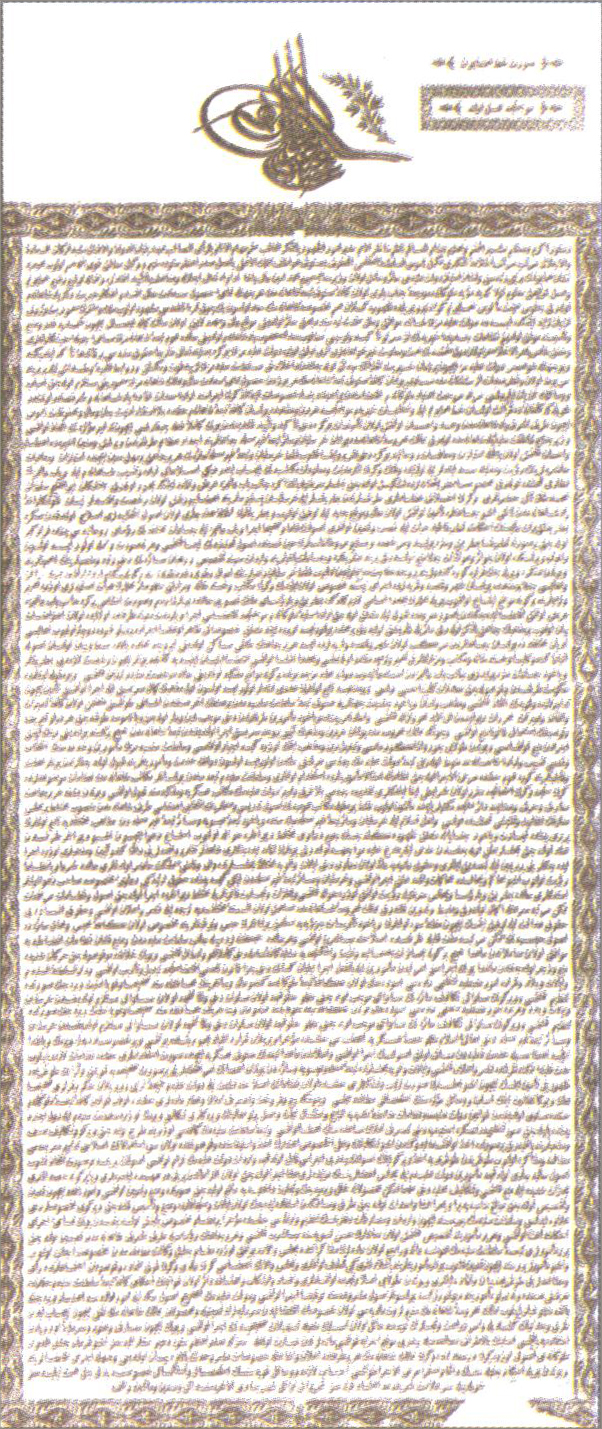
L'édit de 1839 (en turc ottoman).

Les Tanzimat (« réorganisation » en turc ottoman) sont une ère de réformes dans l'Empire ottoman. Commencée en 1839, elle s'achève en 1876 par la promulgation de la Constitution ottomane, suivie de l'élection d'un premier "Parlement ottoman" (Assemblée générale de l'Empire ottoman), dissous deux ans plus tard par le sultan Abdülhamid II. Ce dernier ne rétablit la constitution et le parlement qu'à l'issue de la révolution des Jeunes-Turcs en 1908.
Ce vaste mouvement de réformes a eu des résultats spectaculaires en quelques décennies : centralisation administrative, modernisation de l'appareil étatique, très inégale occidentalisation de la société. Les sultans ottomans furent de fervents partisans des réformes, ils furent d'autant plus résolus que l'empire paraissait davantage menacé par les grandes puissances et la montée des nationalismes.
Cet ambitieux projet fut lancé pour tenter de combattre le lent déclin de l'Empire. La réduction de son assiette territoriale, et son affaiblissement par rapport à ses voisins, firent du sultan (et par analogie de l'empire) « l'homme malade de l'Europe » selon une expression médiatique de l'époque.
Le sultan Mahmoud II avait préfiguré ces réformes, notamment par une déclaration officielle de 1830 : « Je fais la distinction entre mes sujets, les musulmans à la mosquée, les chrétiens à l'église et les juifs à la synagogue, mais il n'y a pas de différence entre eux dans quelque autre mesure. Mon affection et mon sens de la justice pour tous parmi eux est fort et ils sont en vérité tous mes enfants ».
Les principaux dirigeants politiques de l'époque des Tanzimat furent Mustafa Reşid Pacha entre 1839 et 1855, puis Mehmed Emin Âli Pacha et Keçecizade Fuat Pacha de 1850 au début des années 1870. Après le décès de Fuat Pacha en 1868 et celui d'Âli Pacha en 1871, le processus de réforme entra en crise, ouvrant une longue période d'instabilité politique.

## Origines

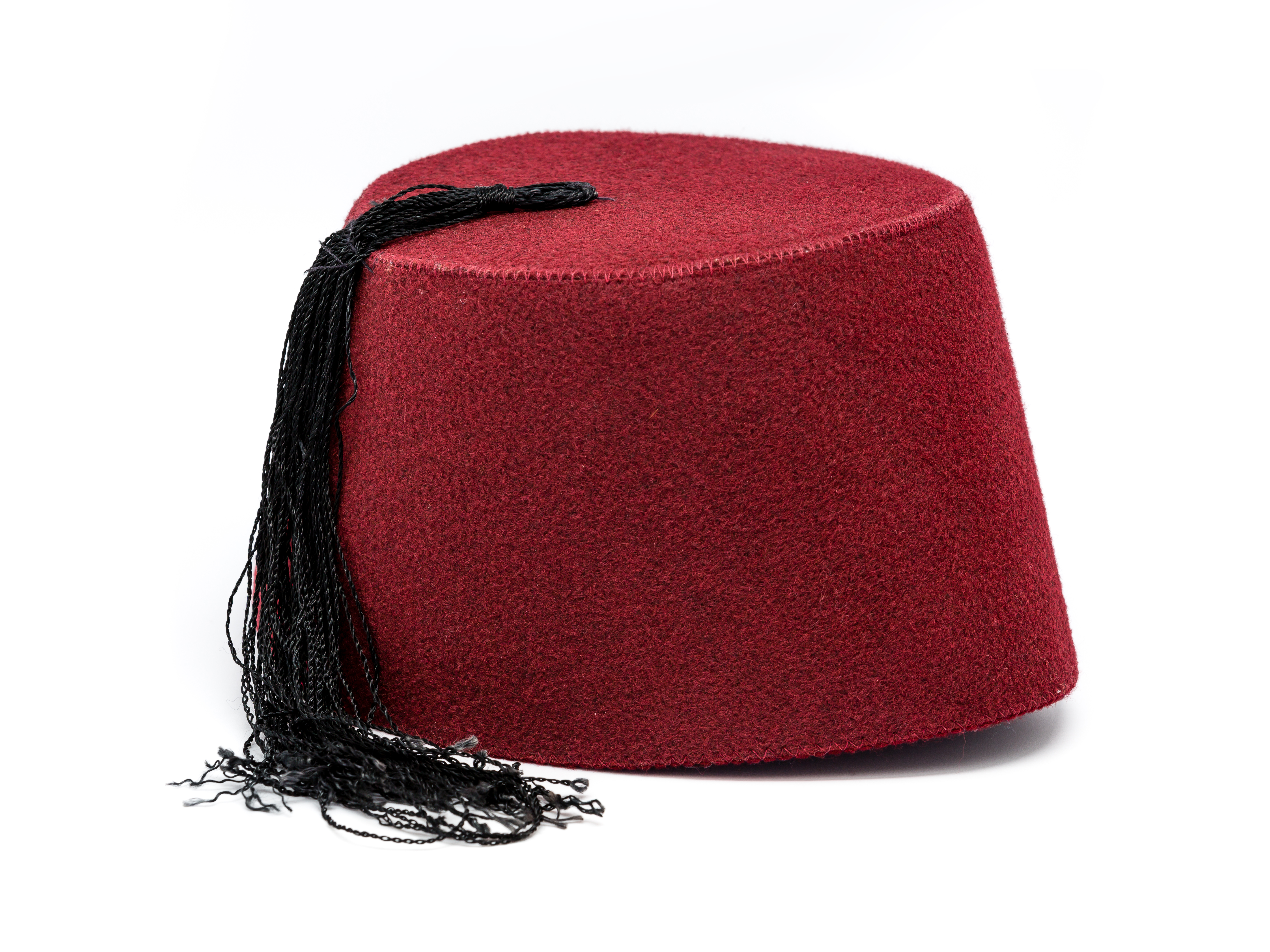
Fez (coiffure), adopté en 1829 (contre le turban), ostracisé en 1925

Les origines de la Tanzimat peuvent être retracées jusqu'au règne de Selim III (1789-1807) ou de Mahmut II (1808-1839). Selon de nombreux historiens, la dissolution du corps des janissaires en 1826 (l'événement connu sous le nom de Vaka-i Hayriye) constitue le véritable point de départ de l'élan réformateur.
La principale raison des réformes était de redresser l'Empire ottoman, qui se trouvait impuissant face aux progrès militaires, techniques et économiques de l'Europe, en introduisant de nouvelles réglementations. L'élan réformateur initié par Mehmet Ali Pacha en Égypte après l'occupation de ce pays par Napoléon (1798-1799) a également servi de modèle pour l'administration ottomane.
Par ailleurs, face au mécontentement des sujets non musulmans qui a conduit à des révoltes en Serbie et en Grèce dans les Balkans, l'objectif était de rétablir le tissu social ottoman en promouvant une nouvelle conception de la justice et de l'égalité, tout en mettant en avant la notion de "citoyenneté ottomane". Dans ce contexte, on peut considérer que l'idéologie de l'ottomanisme a constitué l'idée directrice de la Tanzimat.

## Les réformes à la suite de l'édit de 1839

### 1839
La première réforme, le Hatti-chérif (Hatt-i Sharif) de Gülhane (noble rescrit de la Maison des roses) fut proclamée sous la pression des réformateurs ottomans le 3 novembre 1839, par le jeune Abdülmecid Ier. Cet édit, préparé par son père Mahmud II et Moustapha Reschid Pacha dressait la liste et le cadre général des réformes à venir. L'égalité de tous les sujets de l'empire sans distinction de religion ou d'identité nationale est affirmée. Le texte insiste sur la sécurité des personnes et des biens ; sur la garantie d'une justice conforme à la loi établie; sur une fiscalité juste et réglée.
Une bonne partie d'entre elles étaient des tentatives de greffer des bonnes pratiques européennes sur l'Empire : la conscription universelle, l'organisation de la gendarmerie, la réforme de l'enseignement, l'élimination de la corruption, l'égalité entre tous, quelle que soit leur religion. Un Conseil des ordonnances judiciaires (Meclis-i Ahkam-i Adliye) fut mis sur pied pour mettre en œuvre ces objectifs.
Bien que ce rescrit ait été présenté à l'époque dans la presse occidentale, en France notamment, comme une constitution, il en était encore loin. La liberté de religion et de croyance n'était pas instituée d'une manière non équivoque, de même que l'égalité politique entre musulmans et non-musulmans. Dans la pratique, les communautés non-musulmanes reconnues bénéficiaient de la liberté de religion, certains non-musulmans remplissaient des fonctions auxiliaires au sein des institutions ottomanes, interprètes, envoyés spéciaux, mais aussi, d'une manière informelle, des Grecs, des Arméniens et des Juifs travaillaient comme médecins, secrétaires et conseillers pour divers sultans et notables pendant la première moitié du XIXe siècle.

### 1840
Le Sultan promulgue un important recueil de lois pénales.

### 1845
Le premier code administratif de l'Empire entre en application. Le système étatique ottoman, très hétérogène du fait des provinces autonomes ou non autonomes et des millets, connaît une première centralisation.

### 1850
Constantinople promulgue son premier Code du commerce pour favoriser la modernisation de l'économie.

### 1855
Les Oulémas acceptent l'abolition du kharâj pour les infidèles ainsi que leur enrôlement dans l'armée.

## Les réformes à la suite de l'édit de 1856

### 1856
En 1856 fut proclamé le Hatt-i Humayoun (rescrit impérial) étendant l'application des réformes en garantissant l'égalité entre tous les citoyens ottomans sans distinction de religion, ce qui permettait dès lors aux non-musulmans d'entrer dans la fonction publique et de s'inscrire dans les écoles publiques tant militaires que civiles.
La même année, l'Empire célèbre la fondation de la Banque ottomane.

### 1858
Les autorités de Constantinople promulguent un Code de propriété foncière.

### 1860
Un Code Pénal est promulgué.

### 1861
Un Code de procédure commerciale vient compléter le Code du commerce de 1850.

### 1862
Le sultan Abdülaziz réorganise le patriarcat.

### 1863
L'économie de la mer est encadrée par un Code du commerce maritime.

### 1864

Division de l'Empire en vilayets (en 1900).

La réforme administrative de 1846 est finalisée par la création des vilayet, inspirés des départements français.

### 1867
Les étrangers ont désormais le droit de posséder des biens immobiliers. Cette disposition apparut nécessaire aux yeux des Ottomans afin d'attirer les investissements étrangers.

### 1868
Ouverture du lycée de Galatasaray.
Un Conseil d’État est institué. Il succède à l'Assemblée des réformes créée en 1854.

### 1869
La nationalité ottomane est officiellement promulguée par une loi, dans la continuité du processus d'ottomanisation de la société.

## Les réformes à la suite de la Constitution de 1876

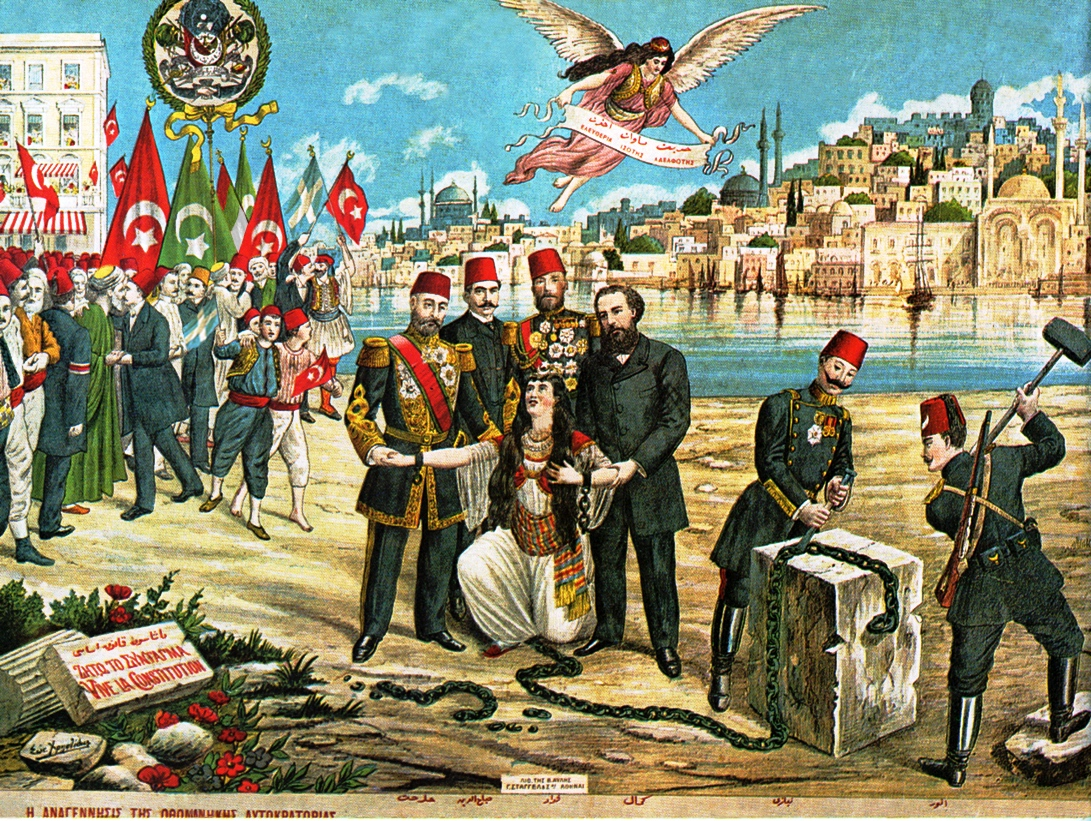
Lithographie célébrant la révolution jeune-turque et représentant les sources d'inspiration du mouvement, Midhat Pacha, le prince Sabahaddin, Fuad Pacha et Namık Kemal, les chefs militaires Niyazi Bey et Enver Pacha, ainsi que le slogan « Liberté, égalité, fraternité » (hürriyet, müsavat, uhuvvet en turc, ελευθερία, ισότης, αδελφότης en grec).

Concrètement, en une décennie les non-musulmans représentèrent la moitié des diplomates ottomans en poste à l'étranger, des Grecs et des Arméniens furent nommés ambassadeurs à Londres, Paris, Bruxelles, Berlin, Vienne et Saint-Pétersbourg.

### La Constitution
Les réformes culminèrent avec la rédaction et l'entrée en vigueur le 23 décembre 1876 d'une Constitution ottomane contrôlant les pouvoirs autocratiques du sultan. Le nouveau Sultan Abdülhamid II la signa, mais ne mit pas longtemps avant de la suspendre, de même que le parlement ottoman, entamant ainsi trois décennies de contre-réformes conservatrices. Il faudra attendre la révolution de 1908 pour que la Constitution de 1876 soit remise en vigueur.

### Le Code civil
Il est élaboré dès 1869, mais finalisé en 1876. Un code de procédure civile suivra en 1879.

## Bilan
Les Tanzimat ont eu des conséquences durables et étendues, notamment parce que les futurs leaders des Jeunes-Turcs et les dirigeants de la République de Turquie, mais aussi ceux du mouvement nationaliste arabe, furent instruits dans des écoles mises sur pied grâce à ces réformes. La nahda, renaissance arabe du XIXe siècle, constitua dans une certaine mesure un mouvement culturel parallèle aux Tanzimat, notamment par l'introduction d'un système d'enseignement de type européen qui permit la création d'une élite instruite concurrente des notables féodaux et du clergé et donc ferment révolutionnaire.
Un débat existe néanmoins sur le rapport que ces réformes entretiennent à l'Occident. Si la vision majoritaire est celle des Tanzimats comme réforme occidentale, certains comme Catherine Mayeur-Jaouen affirment qu'« il serait erroné de voir les réformes ottomanes comme l'irruption de la modernité dans un monde sclérosé, passif et moribond qui n'aurait attendu que l'étincelle européenne pour s'animer, un monde replié sur lui-même que seule la rencontre avec l'Occident aurait fait s'ouvrir: il n'en est rien (…) la modernité des Tanzimats visait explicitement à restaurer la splendeur ottomane et l'Islam dans leur force première ».

### Sources
- (en) Enver Ziya Karal, Non-Muslim representatives in the First Constitutional Assembly, 1876-1877, in Benjamin Braude and Bernard Lewis (eds), Christians and Jews in the Ottoman Empire - The functioning of a plural society, New-York & Londres, Holmes & Meier Publishers inc., 1982, vol. I, p. 387-400  (ISBN 0-8419-0519-3)
- Nora Lafi, Une ville du Maghreb entre ancien régime et réformes ottomanes. Genèse des institutions municipales à Tripoli de Barbarie (1795-1911), Paris, L'Harmattan, 2002, 305 p.
- Nora Lafi (dir.), Municipalités méditerranéennes. Les réformes municipales ottomanes au miroir d'une histoire comparée? Berlin, K. Schwarz, 2005].

### Autre ouvrage cité via les sources
- (tr) Reşat Kaynar, Mustafa Paşa ve Tanzimat, Ankara, 1954.